# جيورج رومر
جيورج رومر Georg Roemer (ولد عام 1868 في بريمن – ومات عام 1921 في ميونخ) هو نحات ألماني.
درس رومر الفن في عدة مدن منها دريسدن وبرلين وباريس ورما وفلورنس. تتلمذ على يد أدولف فون هيلديبراند. من بين أشهر أعماله واجهة مسرح المدينة في لوبيك.
كذلك أعماله النحية في القاعة الفنية في بريمن، وكذلك بعض التماثيل البرونزية لبعض المشاهير، ومن بينهم عمدة مدينة بريمن أوتو غيلديمايستر.
وكذلك النصب التذكاري للودفيج فرانتيوس في المدينة نفسها. وفي ميونخ صمم نافورة وكذلك بعض الأعمال في جامعة لودفيج ماكسيميليان في ميونخ.